# Мемориал Валентина Бубукина
Мемориа́л Валенти́на Бубу́кина — один из крупнейших спортивных проектов в области массового детско-юношеского футбола России.
Валентин Бубукин — заслуженный мастер спорта СССР, заслуженный тренер РФ, чемпион Европы 1960 года. Турнир проводится ежегодно, в три этапа, в дни весенних школьных каникул в городе Сочи, на полях Футбольно-тренировочного комплекса «Дагомыс», в посёлке Волковка. В серии турниров по возрастным категориям от 8 до 16 лет, принимают участие более 160 команд из регионов России, стран СНГ и Абхазии.
Мемориал учрежден в 2009 году Детско-юношеской футбольной лигой города Сочи и членами семьи В. Б. Бубукина и проводится под эгидой Российского Футбольного Союза.
Организатор турнира Детско-юношеская футбольная лига города Сочи.